# Sankt Augustins Kirke
La Sankt Augustins Kirke es una iglesia católica en Jagtvej en el distrito de Østerbro de Copenhague, Dinamarca. Un antiguo convento, fue construido en asociación con la iglesia, ahora también alberga Niels Steensens Gymnasium, una escuela secundaria superior católica, y una residencia de estudiantes.
El convento fue fundado por monjas agustinas de Innsbruck, Austria. El complejo se completó en 1914 con el diseño de Emil Jørgensen, que ya había diseñado la iglesia de Santa Ana y el Hospital de Santa Isabel en Amager. 